# بخش غربی کاربی آنگلونگ
بخش غربی کاربی آنگلونگ (به انگلیسی: West Karbi Anglong district) یک منطقهٔ مسکونی در هند است که در Central Assam Division واقع شده‌است. بخش غربی کاربی آنگلونگ ۳٬۰۳۵ کیلومتر مربع مساحت و ۳۰۰٬۳۲۰ نفر جمعیت دارد.